# Torshälla
Torshälla è una città della Svezia, frazione del comune di Eskilstuna, nella contea di Södermanland. Ha una popolazione di 7.614 abitanti.